# Bernhard Cahn
Bernhard Cahn (geboren 1793; gestorben 1877) war ein deutscher Jude aus einer Elsässer Rabbinerfamilie, der jahrzehntelang als Lehrer, Chasan und Schochet in Mainz-Kastel wirkte. Über die Jahre 1817 bis 1871 führte er Tagebuch.
Als erstes Kind von Abraham und Ella Cahn wurde Bernhard Cahn im Jahr 1793 in Balbronn im Elsass geboren. Eingezogen als Soldat leistete er Militärdienst in den Kriegen Napoleons gegen Russland. Bei Kampfhandlungen verwundet, wurde er auf dem Rückzug der französischen Truppen in einem Lazarett in Mainz versorgt. Durch die Unterstützung des Mainzer Rabbiners erhielt er eine Anstellung als Lehrer und Kantor der jüdischen Gemeinde in Kastel auf der anderen Rheinseite.
Seine mehr als 50 Jahre dokumentierenden Tagebücher stellen seltene Selbstzeugnisse eines deutschen Juden zur Emanzipationszeit dar. Die Eintragungen bieten wesentliche Informationen zu den Lebensbedingungen in Mainz-Kastel und im Großherzogtum Hessen.